# Micheil Tschiaureli

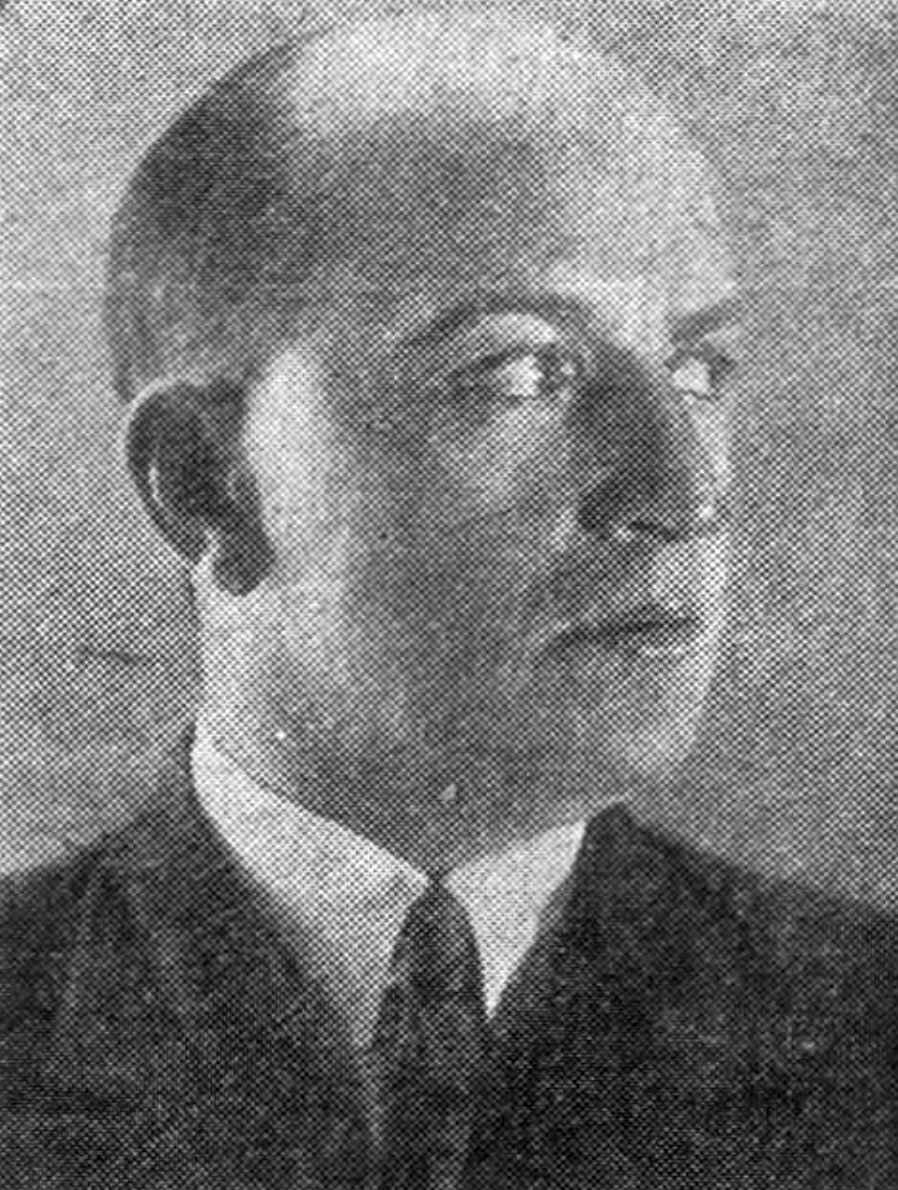
Micheil Tschiaureli (1938)

Micheil Tschiaureli (georgisch მიხეილ ჭიაურელი; russisch Михаил Эдишерович Чиаурели / Michail Edischerowitsch Tschiaureli; * 25. Januar 1894 in Tiflis, Gouvernement Tiflis, Russisches Kaiserreich; † 31. Oktober 1974 in Tiflis, Georgische SSR, Sowjetunion) war ein sowjetischer Filmregisseur georgischer Ethnizität. Er schuf Monumentalfilme, die besonders dem Personenkult für den Diktator Josef Stalin dienten.

## Leben
Tschiaureli besuchte die Kunsthochschule in Tiflis und absolvierte 1916 eine Ausbildung als Bildhauer. Er arbeitete als Bühnenbildner und Theaterschauspieler. 1921 wurde er Mitbegründer des Revolutionären Satiretheaters in Tiflis, hatte seinen ersten Auftritt als Filmschauspieler. 1922 ging er nach Deutschland, um sich als Bildhauer weiterzubilden. Ab 1924 arbeitete er als Bildhauer in Tiflis. 1926 wurde er Schauspieler und Direktor des vom Proletarischen Kulturkommittee organisierten Roten Theaters. Er gründete das Georgische Theater für Musikalische Komödien, war bis 1941 sein künstlerischer Leiter.
1928 drehte er seinen ersten Film In letzter Stunde, einen Spielfilm über den russischen Bürgerkrieg und noch im gleichen Jahr Der erste Leutnant. Seine frühen Filme propagierten die sowjetische Ideologie durch satirische Vergleiche mit traditionellen georgischen Auffassungen. Sie waren stark von seiner expressiven und plastischen Sicht geprägt.
1938 begann er auf Anweisung Stalins eine Reihe monumentaler Stalin-Filme. In allen Streifen spielte der sowjetische Diktator die Hauptrolle, dargestellt vom georgischen Schauspieler Micheil Gelowani. Sie gelten als Höhepunkte des filmischen Personenkults um Stalin.
Der große Funke (russisch: Welikoje Sarewo; 1938) beschreibt die Oktoberrevolution als Werk von Lenin und Stalin. Im Schwur (russisch: Kljatwa; 1946) stirbt Lenin und Stalin tritt seine Nachfolge an, verkündet den Genossen die revolutionäre Botschaft und zeigt einfachen Menschen, wie man einen Traktor repariert. In dem nur scheinbar dokumentarischen Spielfilm Der Fall von Berlin (russisch: Padenije Berlina; 1950) kümmert sich der sowjetische Diktator persönlich um die Einnahme der deutschen Hauptstadt. Er fliegt am Ende der Kämpfe in Berlin ein, entsteigt dem Flugzeug gottgleich in weißer Jacke mit goldenen Schulterklappen und roten Orden und wird von Rotarmisten, Zwangsarbeitern und Antifaschisten jubelnd empfangen. Im Film Das unvergeßliche Jahr 1919 (russisch: Nesabywajemy 1919 god; 1951) kämpft Stalin mit den Bolschewiki glorreich gegen die Konterrevolution.
Tschiaurelis Lebensmittelpunkt hatte sich ab 1946 nach Moskau verlagert. Zwischen 1950 und 1960 lehrte er dort als Professor am Staatlichen Filminstitut (WGIK). Nach dem Tod Stalins 1953 geriet Tschiaureli allmählich in Verruf. Staats- und Parteichef Nikita Chruschtschow nannte ihn einen armseligen Speichellecker. Tschiaureli produzierte immer weniger Filme. Sein letzter Spielfilm war Raz ginachaws, weghar nachaw (deutsch Die Zeiten haben sich geändert). Zum Schluss seiner Karriere drehte er nur noch Kurzfilme.
Er wurde fünfmal mit dem Staatspreis der UdSSR ausgezeichnet (1941, 1943, 1946, 1947, 1950). Der Leninorden wurde ihm dreimal verliehen. Außerdem erhielt er zwei weitere sowjetische Orden und verschiedene Medaillen.
Tschiaureli war verheiratet und hatte eine Tochter, Sofiko (1937–2008), die Theater- und Filmschauspielerin war.

## Filmografie
- In letzter Stunde (russisch: W posledni tschas), Goskinprom Grusii, 1928
- Der erste Leutnant (georgisch: Pirweli korneti Streschniowi), Goskinprom Grusii, 1928
- Saba, Goskinprom Grusii, 1929
- Die letzte Stunde (georgisch: Ukanasknel saats), Goskinprom Grusii, 1929
- Chabarda!, Goskinprom Gruzii, 1931
- Die letzte Maskerade (georgisch: Ukanaskneli maskaradi), Goskinprom Grusii, 1934
- Arsen (georgisch: Arsena), Goskinprom Grusii, 1937
- Der große Funke (georgisch: Diadi gantiadi), Goskinprom Grusii, 1938
- Giorgi Saakadse, Goskinprom Grusii, 1941
- Giorgi Saakadse II, Goskinprom Grusii, 1943
- Der Schwur (georgisch: Pizi; russisch: Kljatwa), Mosfilm, 1946
- Der Fall von Berlin I. und II. Teil (Padenije Berlina), Mosfilm, 1950
- Das unvergeßliche Jahr 1919 (russisch Nesabywajemy 1919 god), Mosfilm, 1952
- Podwig naroda (Dokumentarfilm), Mosfilm, 1956
- Otaraants Witwe (georgisch: Otaraant kwriwi), Grusia-Film, 1958
- Die Geschichte einer Tochter (georgisch: Ambawi erti kalischwilissa), Grusia-Film, 1960
- Generali da sisilebi, Grusia-Film, 1963
- Raz ginachaws, weghar nachaw. Grusia-Film, 1965
- Pewez sari, Grusia-Film, 1968
- Rogor damarches tagweba kata, Grusia-Film, 1969
- Petuch-chirurg, Grusia-Film, 1970
- Blocha i murawei, Grusia-Film, 1971
- Kila erbo, Grusia-Film, 1973